# Ama Dablam
 (mars 2014).
L'Ama Dablam est un sommet népalais de l'Himalaya dans la région du Khumbu. Il fait face au Tawesche. Le sommet principal de l'Ama Dablam s'élève à 6 812 mètres d'altitude et le sommet inférieur ouest à 6 170 mètres.
Il est situé dans le parc national de Sagarmatha, dans le massif du Khumbu Himal, au pied de deux 8 000 : l'Everest et le Lhotse.
Son camp de base - situé quasiment en fond de vallée de l'Imja Khola - est accessible en deux jours de marche depuis la capitale du pays sherpa, Namche Bazar. L'esthétique, la difficulté raisonnable et l'altitude de ce presque 7 000 en font un objectif prisé des expéditions commerciales.
Ama Dablam signifie « reliquaire de la mère » en référence au pendentif en forme d'étoile que portent les Sherpanis (femmes de l'ethnie sherpa).

## Principales voies et premières

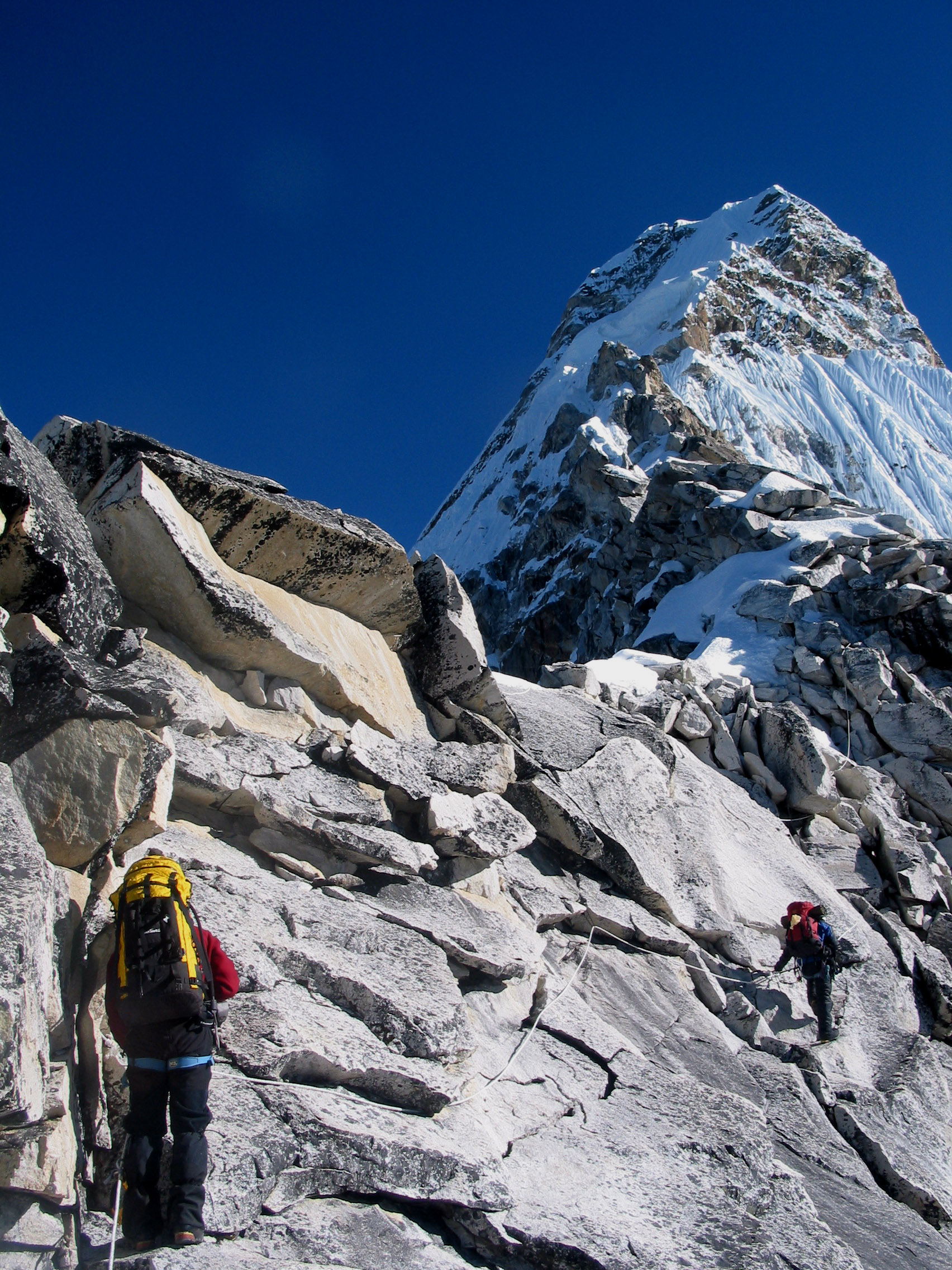
Ascension de l'arête sud-ouest.

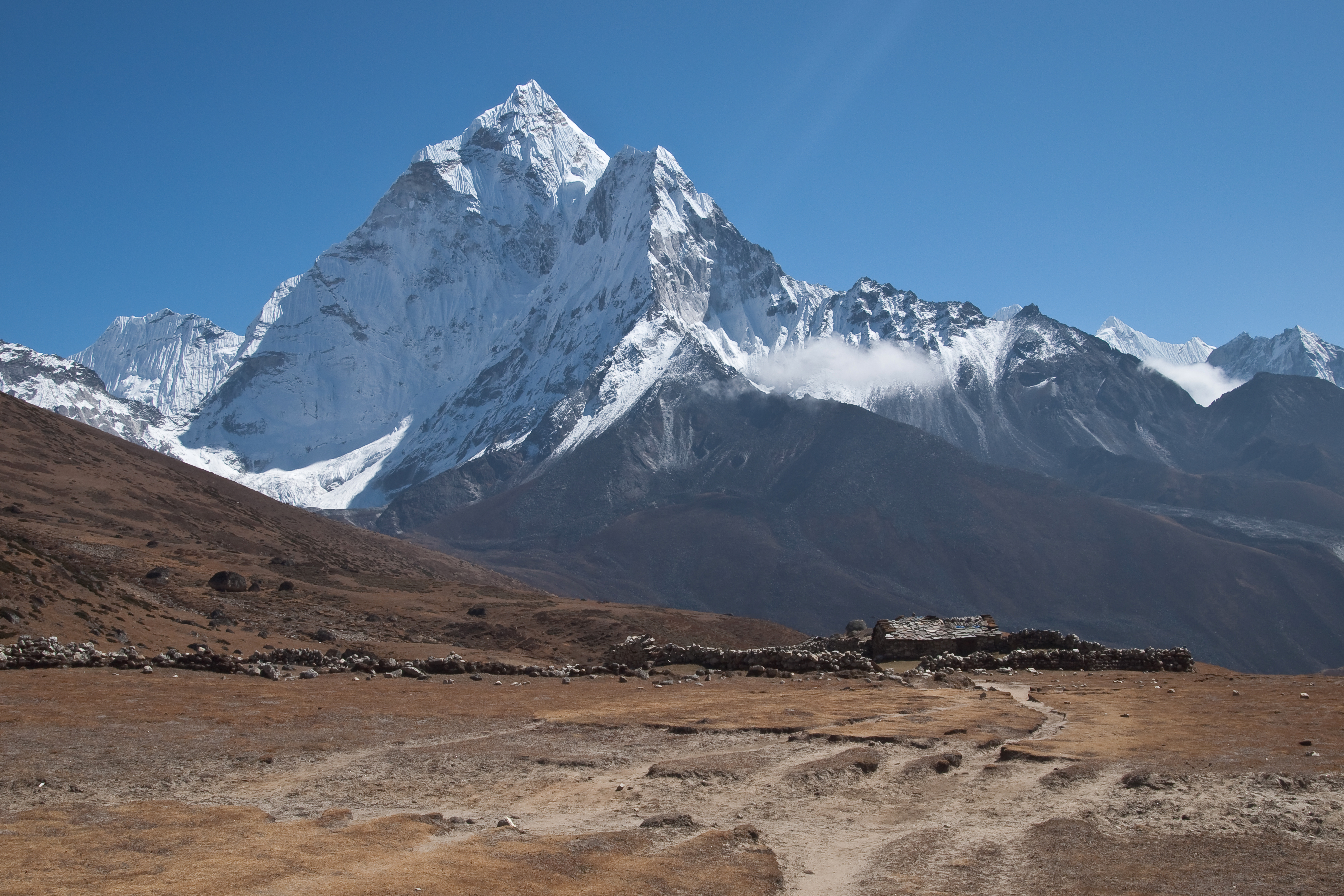
L'Ama Dablam vu du nord-ouest.

- 1961 - Dix ans après la conquête de l'Everest, Edmund Hillary est le coorganisateur pour la partie alpinisme et Griffith Pugh pour la partie scientifique de la plus grande expédition scientifique en Himalaya qui hivernera sous l'Ama Dablam et utilisera une cabane préfabriquée appelée « la cabane d'argent » (à cause de son revêtement argenté) avant d'attaquer au printemps l'ascension du Makalu sans oxygène (où ils échoueront à 100 mètres sous le sommet). Griffith Pugh était le physiologiste de l'expédition de 1953 à l'Everest dont les travaux préalables sur l'utilisation appropriée de l'oxygène, sur les problèmes de lutte contre la déshydratation en altitude, les mesures d'hygiène, la conception et fabrication de réchauds suffisamment puissants pour faire fondre la neige en haute altitude, de chaussures avec une triple isolation, de matelas gonflables et bien d'autres, permirent d'établir les principes sur lesquels non seulement les Britanniques réussirent l'ascension de l'Everest, mais qui adoptés par toutes les autres expéditions ensuite, permirent la conquête des plus de 8 000 m dans les 10 années qui suivirent. Les résultats scientifiques de cette expédition formeront la base de ce qui deviendra une nouvelle spécialité médicale, la médecine de l'altitude et dont le livre de base publié par Michael Ward en deviendra l’ouvrage de référence, réédité 6 fois avant sa mort et repris depuis par ses confrères américains. Hillary repartira au début de l'hiver, après une chasse au Yéti qui avait permis de financer une partie de l'expédition et reviendra au printemps pour l'ascension du Makalu. Le sommet de l'Ama Dablam est atteint pour la première fois et en hiver le 13 mars 1961 par une cordée internationale composée de l'Américain Barry Bishop (en), du Britannique Michael Ward, leader et médecin de l'expédition à l'Everest de 1953, et de deux Néo-zélandais Wally Romanes et Mike Gill, par son arête sud-est à l'issue de trois semaines passées à poser quelque 500 m de cordes fixes. La progression fut très lente, à cause du rocher, de la glace très raide et du froid extrême. Ce fut une ascension très technique pour l'époque et une des premières hivernales en Himalaya avec des difficultés comparables à celles rencontrées par Walter Bonatti et Carlo Mauri au Gasherbrum IV en 1957. Aujourd'hui, cette voie est considérée comme une presque classique en Himalaya.
- 1979 - Première ascension de l'arête nord par une expédition française composée par des guides Raymond Renaud (chef d'expedition), Yvan Estienne, Gérard Estienne, Francis Chaud, Bruno Soleymieux, Marc Salomez, etc.
- 1979 - Jeff Lowe fait la première ascension de la face sud en solo[1].
- 1985 - du 1er au 7 décembre, première de la face nord-est par Carlos Buhler (en) et Michael Kennedy (en) (États-Unis)
- 1996 - Première ascension de la face nord-ouest – The Stane Belak-Srauf Memorial route - par Tomaž Humar et Vanja Furlan, récompensée par le Piolets d'or.
- 2002 - Première de l'arête nord-ouest par Jules Cartwright et Rich Cross.